# Nakamura Kō
Nakamura Kō (jap. 中村 コウ; * 23. April 1920 in Kushiro-shi; † nach 1939) war eine japanische Diskuswerferin.
Nakamura Kō besuchte die Hokkai Girls High School (später umbenannt in Sapporo Otani High School) in Sapporo. 1935 wurde sie mit einer Weite von 35,90 m japanische Meisterin im Diskuswurf. Im gleichen Jahr gewann sie den japanischen Olympiaausscheidungswettbewerb mit 37,80 m. Bei den Olympischen Spielen 1936 in Berlin, an denen Nakamura Kō im Alter von 16 Jahren teilnahm, wurde sie Vierte mit 38,24 m. Im Januar 1939 besuchte sie das vorbereitende Trainingslager in Taiwan. Die Olympischen Spiele 1940 fanden wegen des Zweiten Weltkriegs nicht statt.
Spekulationen, Nakamura Kō sei identisch mit der Diskuswerferin Toyoko Yoshino, erwiesen sich als falsch.